# Partido Feminista de España
Partido Feminista de España (PFE) (Spaniens feministiska parti) är ett spanskt feministiskt parti grundat 1979. Lidia Falcón är partiets grundare och nuvarande partiledare. 
Partiet definierar sig som marxistiskt. Enligt deras partiprogram vill de skära ner på militärbudgeten och ge pengarna till välfärden istället, jämna ut pensionerna mellan män och kvinnor samt motarbeta sexuell och reproduktiv exploatering.
PFE tillhörde Izquierda Unida (IU) från september 2015 till februari 2020. De uteslöts ur IU på grund av meningsskiljaktigheter gällande transpersoner.